# Дом В. К. Мичурина
Дом В. К. Мичурина — памятник архитектуры в историческом центре Нижнего Новгорода. Построен в 1848—1849 годах по проекту нижегородского архитектора Л. В. Фостикова для жены купца В. К. Мичурина.
Здание построено в стиле ранней академической эклектики.

## История
В 1848 году купец первой гильдии Василий Климентьевич Мичурин решил построить на Нижнем посаде Нижнего Новгорода сразу два каменных дома: один для семьи — у Красных казарм, второй — доходный — в конце Рождественской улицы. Доходы, полученные от сдачи доходного дома в наём, должны были поступать в распоряжение жены купца Авдотьи Васильевны. Проекты обоих зданий разработал архитектор Л. В. Фостиков.
План-фасады доходного дома у Окского плашкоутного моста были одобрены Нижегородской строительной комиссией 26 февраля 1848 года и 26 марта того же года высочайше утверждены в Санкт-Петербурге. Весной 1848 года состоялась закладка фундаментов, к концу строительного сезона двухэтажный каменный дом был выстроен и покрыт железной кровлей, а на следующий год была завершена отделка фасадов и внутренних помещений. В ходе строительства произошли некоторые отступления от утверждённого плана.